# Riharda
Riharda je žensko osebno ime.

## Izvor imena
Ime Riharda je ženska oblika moškega osebnega imena Rihard.

## Pogostost imena
Po podatkih Statističnega urada Republike Slovenije je bilo na dan 31. decembra 2007 v Sloveniji število ženskih oseb z imenom Riharda: 5.

## Osebni praznik
Osebe z imenom Riharda lahko godujejo takrat kot osebe z imenom Rihard.